# Papilio demetrius
Papilio demetrius är en fjärilsart som beskrevs av Stoll 1782. Papilio demetrius ingår i släktet Papilio och familjen riddarfjärilar. Inga underarter finns listade i Catalogue of Life.